# Fimbristylis schultzii
Fimbristylis schultzii là loài thực vật có hoa trong họ Cói. Loài này được Boeckeler mô tả khoa học đầu tiên năm 1874.